# حسن جواهری
حسن جواهری فیزیک‌دان ایرانی-آمریکایی است که در دانشگاه مریلند در کالج پارک تدریس می‌کند.